# 電気事業
電気事業（でんきじぎょう）とは、 電気を生産し（発電）、搬送し（送電）、販売・供給する事業（産業）のこと。「電力産業」ともいう。小売電気事業、一般送配電事業、送電事業、配電事業、特定送配電事業、発電事業、特定卸供給事業をいう（電気事業法）。

## 電気事業者
電気事業を営む者を「電気事業者」という。小売電気事業者、一般送配電事業者、送電事業者、配電する、特定送配電事業者、発電事業者及び特定卸供給事業者をいう（電気事業法）。